# Erra Fazira
Erra Fazira (nacida Fazira binti Wan Chek, 9 de febrero de 1974, Rawang, Selangor), es una cantante, actriz, presentadora de televisión y modelo malaya. Ganadora del concurso de belleza Miss Mundo Malasia 1992. A principios y mediados de los 90, sus papeles en las películas Sembilu, Sembilu 2, María Mariana y Pasrah la catapultaron a la fama. Sus papeles recibieron numerosos elogios de la crítica. Recibió el trofeo a la Mejor Actriz en un papel principal en el Festival de Cine de Malasia dos veces por sus interpretaciones en Soal Hati (2001) y Hingga Hujung Nyawa (2004) y fue nominada tres veces al premio a la Mejor Actriz del Festival de Cine de Malasia por su actuación en Soalnya Siapa? (2003), Persona Non Grata (2006) y Anak (2008).  
En su carrera musical, Erra ha lanzado un total de 7 álbumes de estudio, así como varios álbumes de bandas sonoras y álbumes recopilatorios. 

## Primeros años de vida
Erra nació en Sungai Choh, un pequeño pueblo en Rawang, Selangor. Es descendiente de malayos de Bengkulu, Sumatra por parte de su padre, mientras que su madre es nativa de Selangor. Siendo la más joven de la familia, desarrolló una pasión por la actuación, por la que mostró interés desde muy temprana edad. Fazira fue una estudiante activa y asistió a varias escuelas diferentes, incluida Pramuka, SM Puteri Titiwangsa en Kuala Lumpur. Se unió a distintos clubes y sociedades escolares como St. John Ambulace of Malasia, English Language Society and Culture Club y el movimiento Scout. También era una estudiante de deportes activa en ese entonces y se ha representado a sí misma y a su escuela en competencias de Netball. Años más tarde, comentaría que el aprendizaje y la participación que tuvo en esos clubes jugaron un papel importante en su posterior carrera.

## Trayectoria
Erra mostró interés por el canto y el baile desde la infancia. En 1992, a la edad de 18 años, fue a participar en el concurso de belleza Miss Mundo Malasia, después de que su tía la convenciera. Ganó el título y representó al país en la final en Botsuana.
El director Yusof Haslam, se acercó a Erra, ofreciéndole el papel principal en Sembilu (1994). La película, la impulsó como la actriz más popular de la época, a la par de actrices como Fauziah Ahmad Daud, Erma Fatima, Sofia Jane y Tiara Jacquelina. Después de Sembilu y Sembilu 2, Erra continuó su serie de colaboraciones con Haslam a través del personaje de María en la película María Mariana (1996) y su continuación Maria Mariana II. En 1998, Erra crea su propia empresa, Erra Fazira Entertainment Sdn Bhd, para gestionar sus actuaciones y su carrera como actriz. 
El 8 de enero de 2000, Erra es protagonista en la película Pasrah, en la que interpreta a la personaje principal, Farah Diba, una chica normal que se convirtió en una modelo famosa después de ser coronada Reina de la Belleza de Malasia. En la película, fue emparejada con Norman Hakim, quien interpreta el personaje de Hafsham. Un año después, ambos protagonizarían la película Gerak Khas The Movie, también dirigida por Yusof. El 28 de septiembre de 2000 se estrena la película Soal Hati, donde Erra interpreta el papel de Nurul Ain. Su papel en la película fue merecedor al premio a la Mejor Actriz en el 13º Festival de Cine de Malasia.
El 25 de octubre de 2001, Erra presta su voz para el personaje de Putih, en la película animada Putih dirigida por Rashid Sibir, basada en el folclore "Bawang Putih Bawang Merah".
El 29 de agosto de 2002, Erra y el cantante de la banda pop KRU, Yusry Abdul Halim, se emparejaron por primera vez en la pantalla grande a través de la película de comedia romántica, Mr. Cenicienta dirigida por Ahmad Idham. Después de eso, él y Afdlin Shauki repitieron sus respectivos papeles en Soalnya Siapa (la continuación de la película Soal Hati), que se estrenó en los cines el 25 de diciembre de 2002. 
La película Cinta Kolesterol es estrenada en 2003, donde Erra se convierte en productora asociandose con Metrowealth Movies Production. Como productora, gana el premio Box Office Film en el 17 ° Festival de Cine de Malasia, que fue el primer premio FFM de Erra fuera de la actuación. Erra también tiene un papel como invitada especial en la comedia de acción MX3, protagonizada por Saiful Apek, Zul Yahya y Faizal Hussein, dirigida por Yusof Kelana.
Erra interpreta a la personaje Nora Halim, en la película Hingga Hujung Nyawa (2004), dirigida por A. Razak Mohaideen. En esta ocasión, Erra tiene que interpretar un personaje de diferentes edades, desde adolescentes hasta personas de la tercera edad. A través de esta película, ella gana el premio FFM a la Mejor Actriz por segunda vez, superando a la feroz competencia de esa época. 
En 2006, Erra se reúne con Rosyam Nor a través de la película Castello, interpretando al personaje de Chalita, una mujer tailandesa y esposa de Castello y madre de Phim. La película también está protagonizada por Que Haidar y Liyana Jasmay y recibe el patrocinio de Julie’s Biscuits, que también produce los productos de galletas Julie’s Castello para promocionar la película.
Tiempo después, la carrera cinematográfica de Erra decae un poco, luego de aparecer en televisión y casarse por segunda vez y tener un hijo. Erra ha aparecido en muchos dramas de comedia romántica y también ha sido anfitriona de varios programas de televisión publicados por Astro. Sin embargo, en 2011, Erra tiene protagonismo en una película por suscripción en Astro Citra Exclusive, Sanggul Beracun, dirigida por Sabri Yunus, junto con Nam Ron. La película, ambientada a principios del siglo XX, es una adaptación de la mítica historia de Che Aminah, que casó a 100 hombres para matarlos y mantener su belleza. A través de esta película, Erra fue nominada a Mejor Actriz en los Asian Television Awards de 2011, celebrados en Singapur.
Desde 2018, ha sido una de las principales actrices de Gerak Khas, interpretando a ASP Jeslina.

## Carrera musical
El talento para el canto de Erra fue descubierto por la popular cantante de los años 80, Dayangku Intan. Desde entonces, comenzó a cantar activamente en fiestas antes de obtener un contrato por parte de Polygram Records. En 1994, Erra lanzó su álbum EP debut homónimo, con dos sencillos lanzados: "Eternal Love" y "Free Yourself". La canción "Cinta Abadi" se convirtió en un saludo de presentación para los fanáticos a fines de 1994. Luego grabó dos álbumes más con Polygram antes de dejar el sello para unirse a Sony Music. Su primer álbum de estudio, Aku Dan Dia, fue lanzado en 1995 con el exitoso sencillo "The Most Beautiful Is Only Temporary", y fue seguido por 2.5 Sayang en 1996 con la canción "Meeting" como primer sencillo.
En 1998, Erra realiza su primer concierto en solitario "Concierto en vivo con Erra Fazira" en Kuala Lumpur, siendo presenciado por 2000 espectadores.
Un año después, lanza su cuarto álbum titulado Kini. Su canción de 2001, "Sandarkan", junto con la canción de Siti Nurhaliza, "Lakaran Kehidupan" (del séptimo álbum de Siti, Safa), fueron elegidas por el canal TV3 como parte de la campaña 3D de la cadena. Los videos musicales de ambas canciones se filmaron en 3D y los espectadores de TV3 usaron anteojos mientras observaban. 
Su quinto álbum, Sampai Bertemu es lanzado en el año 2002. Dos años después. Erra lanzó su sexto álbum de estudio, Kini, que contenía 12 canciones, incluida una canción a dúo con Yusry Abd Halim, el cantante principal de la banda KRU "Jika Kau Tiada". Es una de las pocas artistas de Malasia que contribuye con una canción especial titulada "Suluhkan Sinar" ("Brilla la luz"). Producida por KRU y lanzada en enero de 2005, la canción fue especialmente dedicada a las víctimas del terremoto y tsunami del Océano Índico de 2004.
En 2005, realiza un concierto en solitario en Perth, Australia. Al concierto "Erra Fazira en vivo en Perth" asistieron muchos australianos de ascendencia malaya, así como malayos e indonesios que residen allí. Yusry también acompañó a Erra en dos de sus canciones a dúo. 
El 12 de junio de 2006, Erra lanzó su séptimo y último álbum de estudio, Ya Atau Tidak, conteniendo 10 canciones, incluida la canción "Wang Kite Gale", grabada en el dialecto bangkahulu

## Vida personal
Erra se casó con Yusri Abdul Halim de la banda KRU el 15 de junio de 2003, pero el matrimonio terminó en divorcio el 16 de junio de 2006. Tiempo después, conoció a Engku Emran, director de Operaciones de Suria FM, en el Suria FM Road Tour en abril de 2007. Después de un breve período de romance, la pareja decidió comprometerse el 7 de septiembre de 2007 y luego casarse el 25 de octubre en Kuala Lumpur. Tuvieron su primera hija, Engku Aleesya, dos años después. Se divorciaron en 2014.

## Filmografía

### Películas
| Año  | Film                                                  | Director               | Estudio                                                         | Personaje                   | Notas                                                        | Box-Office       |
| ---- | ----------------------------------------------------- | ---------------------- | --------------------------------------------------------------- | --------------------------- | ------------------------------------------------------------ | ---------------- |
| 1994 | Sembilu (en malayo)                                   | Yusof Haslam           | Skop Production                                                 | Rosmawati Sofian (Wati)     |                                                              | RM 4.2 million   |
| 1995 | Sembilu 2 (en malayo)                                 | Yusof Haslam           | Skop Production & Grand Brilliance                              | Rosmawati Sofian (Wati)     |                                                              | RM 6 million     |
| 1996 | Maria Mariana (en malayo)                             | Yusof Haslam           | Skop Producttion & Grand Brilliance                             | Maria Zakaria               |                                                              | RM 4.8 million   |
| 1996 | Tragedi Oktober (en malayo)                           | Yusof Kelana           | Skop Production & ME Communications                             | Rosmawati Sofian (Wati)     |                                                              | RM 3.5 million   |
| 1997 | Gemilang (en malayo)                                  | Yusof Haslam           | Skop Production                                                 | Julia                       |                                                              | RM 2.2 million   |
| 1998 | Maria Mariana II (en malayo)                          | Yusof Haslam           | Skop Production & Grand Brilliance                              | Maria Zakaria               |                                                              | RM 4.7 million   |
| 2000 | Pasrah (en malayo)                                    | Yusof Haslam           | Skop Production & Grand Brilliance                              | Farah Diba                  |                                                              | RM 2.74 million  |
| 2000 | Soal Hati (en malayo)                                 | Othman Hafsham         | Serangkai Holdings Sdn Bhd                                      | Nurul Ain                   | Ganadora: FFM - Mejor actriz en papel principal              | RM 1.38 million  |
| 2001 | Gerak Khas The Movie (en malayo)                      | Yusof Haslam           | Skop Production                                                 | Inspektor Syafiqah          |                                                              | RM 4.4 million   |
| 2001 | Putih (animación) (en malayo)                         | Rashid Sibir           | Fine Animation & Skop Production                                | Bawang Putih (voz)          |                                                              | RM 0.4 million   |
| 2002 | Mr. Cinderella (en malayo)                            | Ahmad Idham            | Kuasatek Pictures & Skop Production                             | Puteri Megawati Darul Kasih |                                                              | RM 2.53 million  |
| 2002 | Soalnya Siapa? (en malayo)                            | Othman Hafsham         | Serangkai Filem                                                 | Nurul Ain                   | Nominada: FFM - Mejor actriz en papel principal              | RM 2.2 million   |
| 2003 | Gila Gila Pengantin (en malayo)                       | Aziz M. Osman          | Skop Production & Ace Motion Pictures                           | Aliah Hamdan                |                                                              | RM 2.57 million  |
| 2003 | Janji Diana (en malayo)                               | Yusof Haslam           | Skop Production                                                 | Diana Murad                 |                                                              | RM 2.19 million  |
| 2003 | Cinta Kolesterol (en malayo)                          | A. Razak Mohaideen     | Metrowealth Movies Pictures & Erra Fazira Entertainment Sdn Bhd | Fazira Osman / Erra         | Primera película producida por Erra / Premio Box Office Film | RM 3.82 million  |
| 2003 | Mr. Cinderella 2 (en malayo)                          | Din CJ                 | Kuasatek Pictures & Skop Production                             | Puteri Megawati Darul Kasih |                                                              | RM 1.2 million   |
| 2003 | MX3 (en malayo)                                       | Yusof Kelana           | ME Communications & Skop Production                             | Erra Fazira (ella misma)    | Aparición como invitada                                      | RM 1.13 million  |
| 2004 | Kuliah Cinta (en malayo)                              | A. Razak Mohaideen     | Metrowealth Movies Pictures                                     | Johanna Abdul Rahman (Jojo) |                                                              | RM 2.8 million   |
| 2004 | Hingga Hujung Nyawa (en malayo)                       | A. Razak Mohaideen     | Metrowealth Movies Pictures                                     | Nora Halim                  | Ganadora: FFM - Mejor actriz en papel principal              | RM 1.8 million   |
| 2004 | 7 Perhentian (en malayo)                              | A. Razak Mohaideen     | Metrowealth Movies Pictures & Grand Brilliance                  | Sue                         |                                                              | RM 1.5 million   |
| 2004 | I Know What You Did Last Raya (en malayo)             | A. Razak Mohaideen     | Grand Brilliance                                                | Dr. Mira                    |                                                              | RM 2.27 million  |
| 2005 | Potret Mistik (en malayo)                             | A. Razak Mohaideen     | Metrowealth Movies Pictures & Grand Brilliance                  | Cik Puan Kartini            |                                                              | RM 0.95 million  |
| 2005 | Sembilu 2005 (en malayo)                              | Yusof Haslam           | Skop Production & Lotus Five Star                               | Cikgu Ira                   |                                                              | RM 1.38 million  |
| 2005 | Lady Boss (en malayo)                                 | A. Razak Mohaideen     | Metrowealth Movies Pictures & Gitu Gitu Production              | Salmi                       |                                                              | RM 1.78 million  |
| 2005 | Gila Gila Pengantin Popular (en malayo)               | Aziz M. Osman          | ACE Motion Pictures & Skop Production                           | Sheera Mustapha             |                                                              | RM 1.26 million  |
| 2005 | KL Menjerit 1 (en malayo)                             | Bade Azmi              | Tayangan Unggul                                                 | Nina                        |                                                              | RM 2.52 million  |
| 2006 | Castello (en malayo)                                  | Bade Azmi              | Berjaya Film Production                                         | Chalita                     |                                                              | RM 1.56 million  |
| 2006 | Persona Non Grata (en malayo)                         | Syed Azidy Al-Bukhary  | Metrowealth Movies Pictures                                     | Hey                         | Nominada: FFM - Mejor actriz en papel principal              | RM 0.42 million  |
| 2007 | Qabil Qusyry Qabil Igam (en malayo)                   | Zaili Sulan            | KRU Film & Grand Brilliance                                     | Karisma Saat                |                                                              | RM 1.573 million |
| 2008 | Cuci (en malayo)                                      | Hans Isaac             | Tall Order Production                                           | Siti Jasmin Rahim (CJ)      |                                                              | RM 2.043 million |
| 2008 | Anak (en malayo)                                      | Barney Lee             | Metrowealth Movies Pictures & Grand Billiance                   | Hasnita                     | Nominada: FFM - Mejor actriz en papel principal              | RM 1.245 million |
| 2008 | Los Dan Faun (en malayo)                              | Afdlin Shauki          | Visionworks                                                     | Puan Jasmine Al Sogood      |                                                              | RM 1.299 million |
| 2009 | Sifu Dan Tongga (en malayo)                           | A. Razak Mohaideen     | Line Clear Motion Picture & Grand Brilliance                    | Fatimah Omar (Tammy)        |                                                              | RM 2.57 million  |
| 2010 | Andartu Terlampau - 21 Hari Mencari Suami (en malayo) | Din CJ                 | Metrowealth Movies Pictures & Haliza Misbun Production          | Markonah Rempeyek           |                                                              |                  |
| 2011 | Hidden                                                | Sameet Baadkar         | N'Six Entertainment Limited & O'Zone Film Production Pvt Ltd    | Dian                        | Producción de Hollywood                                      |                  |
| 2012 | Ngorat (en malayo)                                    | A. Razak Mohaideen     | Line Clear Motion Picture & Grand Brilliance                    | Keyra                       |                                                              |                  |
| 2013 | Longkai (en malayo)                                   | Hashim Rejab           | Metrowealth Movies Pictures                                     | Zarina                      |                                                              |                  |
| 2016 | Warna Cinta Impian (en malayo)                        | N.S Krishna            | TouchTronic Entertainment Sdn Bhd                               | Erra                        |                                                              |                  |
| 2017 | Soulmate Hingga Jannah (en malayo)                    | A. Razak Mohaideen     | FiTA Studios Sdn. Bhd. & Alternate Studios Sdn. Bhd.            | Ira                         |                                                              |                  |
| 2018 | Hantu Kak Limah (en malayo)                           | Mamat Khalid           | Astro Shaw & Infinitus Productions                              | Rosmawati Sofian (Wati)     | Aparición como invitada                                      |                  |
| 2018 | Polis EVO 2 (en malayo)                               | Joel Soh & Andre Chiew | Astro Shaw, Surya Citra Media & Tayangan Unggul                 | SAC Dato' Azizat Mansor     |                                                              |                  |
| 2019 | Wangi (en malayo)                                     | M. Hitler Zami         | Resilience Studio & Empire Film Solution                        | Nor                         |                                                              |                  |
| 2020 | Bikin Filem (en malayo)                               | M. Hitler Zami         | Empire Film Solution                                            | Datin Azizah                |                                                              |                  |
| 2022 | Kongsi Raya (en inglés)                               | Teddy Chin             | 555 Film & GSC Movies                                           | Madre de Sharifa            |                                                              |                  |
| 2022 | Rumah                                                 |                        |                                                                 | Maya                        | Posproducción                                                |                  |

### TV
| Año       | TV Show                                   | Papel                                                                                 | Canal                                       |
| --------- | ----------------------------------------- | ------------------------------------------------------------------------------------- | ------------------------------------------- |
| 1991      | Simfoni Aidilfitri (en malayo)            | Anfitriona (primera aparición en TV)                                                  | TV1                                         |
| 1992      | Miss World 1992 (en inglés)               | Participantes (en representación de Malasia)                                          | E! / South African Broadcasting Corporation |
| 1993      | Fiesta Aidilfitri '93 (en malayo)         | Anfitriona                                                                            | TV1                                         |
| 1996      | Hiburan Minggu Ini bersama Erra Fazira    | Anfitriona                                                                            | TV1                                         |
| 1999      | Anugerah Juara Lagu ke-14 (en malayo)     | Participante (categoría Pop Rock)                                                     | TV3                                         |
| 2000      | Anugerah Industri Muzik ke-6 (en malayo)  | Presentación, la canción "Oh La La Belleza"                                           | NTV7                                        |
| 2000      | Anugerah Juara Lagu ke-15 (en malayo)     | Participante (categoría Balada)                                                       | TV3                                         |
| 2000      | Seiring Jalan 2000 (en malayo)            | Artista invitada                                                                      | TV1 / RTB                                   |
| 2000      | Temasya Aidilfitri (en malayo)            | Artista invitada                                                                      | TV1                                         |
| 2001      | Hiburan Minggu Ini bersama Erra Fazira    | Anfitriona                                                                            | TV1                                         |
| 2001–2002 | Fesyen Tempo                              | Anfitriona y editoraeditora                                                           | TV1                                         |
| 2003      | HMI Raya bersama Yusry & Erra             | Anfitriona                                                                            | TV1                                         |
| 2004      | Anugerah Planet Muzik (en malayo)         | Participante                                                                          | Astro RIA / RCTI / Mediacorp                |
| 2005      | Anugerah Juara Lagu ke-19 (en malayo)     | Participante (categoría Pop Rock)                                                     | TV3                                         |
| 2006      | Raya @ 1 (en malayo)                      | Artista invitada                                                                      | TV1                                         |
| 2006      | Anugerah Skrin 2006 (en malayo)           | Actuación con Siti Nurhaliza                                                          | TV3                                         |
| 2008      | Zoom In...Raya 2008 (en malayo)           | Artista invitada                                                                      | TV1                                         |
| 2009      | Gugu Gaga Erra                            | Reality show con Erra, Engku Emran y su hija Engku Aleesya                            | Astro Ria                                   |
| 2009      | Pentas Akhir Anak Wayang                  | Jurado profesional con Nasha Aziz y Rashid Sibir                                      | Astro Ria                                   |
| 2009      | Dunia Wanita                              | Coanfitriona con Umie Aida y Penerbit                                                 | TV1                                         |
| 2010      | Tiger Futbol Starz                        | Anfitriona                                                                            | Astro Ria                                   |
| 2011      | Mentor (Temporada 5) (en malayo)          | Competencia de canto de reality show con Salma A Asis (ganó la competencia con Salma) | TV3                                         |
| 2011      | VOKAL "Bukan Sekadar Rupa"                | Jurado profesional con Azmeer                                                         | TV3                                         |
| 2011      | Pilih Kasih Musim Ketiga                  | Jurado profesional con Umie Aida y Rosyam Nor                                         | TV1                                         |
| 2012      | Primadona                                 | Coanfitriona con Ziela Jalil, Raja Azura y Rozita Che Wan                             | Astro Prima                                 |
| 2013      | Festival Filem Malaysia ke-25 (en malayo) | Anfitriona                                                                            | Astro RIA                                   |
| 2016      | Sepahtu Reunion Live                      | Zulaikha                                                                              | Astro Warna                                 |
| 2018      | Sepahtu Reunion Al-Raya (en malayo)       | Penjaga                                                                               | Astro Warna                                 |
| 2019      | Sepahtu Reunion Live                      | Julia                                                                                 | Astro Warna                                 |
| 2019      | Cinta Overhaul Aidilfitri                 | Laila                                                                                 | Astro Warna                                 |
| 2019      | Arena Panggang Warna Live!                |                                                                                       | Astro Warna                                 |
| 2019–2020 | Mingguan Wanita                           | Anfitriona                                                                            | Astro Prima                                 |
| 2020      | MeleTOP (en malayo)                       | Anfitriona invitada                                                                   | Astro Ria                                   |
| 2022      | Mega Lawak: Drama Queen                   |                                                                                       | Astro Warna                                 |

### Telefilme
| Año  | Telefilm                         | Personaje                | Notas                | Canal       |
| ---- | -------------------------------- | ------------------------ | -------------------- | ----------- |
| 2002 | Siapa Mau Potong Baju?           | Erra Fazira (ella misma) | * Aparición especial | RTM 2       |
| 2008 | Joe & Faridah                    | Faridah                  |                      | Astro RIA   |
| 2009 | Bonanza                          | Mastura                  |                      | Astro PRIMA |
| 2009 | Cinta Lelong                     | Emma                     |                      | Astro RIA   |
| 2010 | 30 Hari Mengenali Cinta          |                          |                      | Astro RIA   |
| 2010 | Selamat Tinggal Alexandria       |                          |                      | Astro PRIMA |
| 2011 | Pontianak Kampung Batu           |                          |                      | Astro RIA   |
| 2011 | Sanggul Beracun                  | Siti Aminah              |                      | Astro CITRA |
| 2011 | Hantu Susu                       |                          |                      | Astro RIA   |
| 2011 | Pontianak Beraya Di Kampung Batu |                          |                      | Astro RIA   |
| 2011 | Mak OK Jer!                      |                          |                      | Astro PRIMA |
| 2012 | Parut Asyikin                    | Nur Asyikin              |                      | Astro CITRA |
| 2012 | Hantu Susu Kembali               |                          |                      | Astro RIA   |
| 2015 | Aku Benci Raya                   |                          |                      | Astro RIA   |
| 2017 | Kalut Nak Raya                   | Mimi                     |                      | Astro RIA   |
| 2019 | Sempurnakah Aku                  | Amelia                   |                      | Astro RIA   |
| 2019 | Papa Segera                      | Wanda                    |                      | TV1         |

### Series de televisión
| Año           | Series                                   | Personaje   | Canal       |
| ------------- | ---------------------------------------- | ----------- | ----------- |
| 2008          | Mertua VS Menantu                        | Nurul Ain   | Astro PRIMA |
| 2009          | Kasih Tercipta                           | Lisa        | Astro PRIMA |
| 2009          | Mertua VS Menantu (Season 2)             | Nurul Ain   | Astro PRIMA |
| 2011          | Kelaasss Kau Maria!                      | Meera       | Astro RIA   |
| 2012          | Mana Hilangnya Juwita                    | Julia       | Astro RIA   |
| 2013          | Ammara Batrisya (en malayo)              | Batrisya    | TV3         |
| 2013          | Nur Melinda                              | Cikgu Nur   | Astro PRIMA |
| 2016          | Rumi & Jawi (en malayo)                  | Keisya      | Astro PRIMA |
| 2016          | Tuan Anas Mikael 5 Hari Beraya           | Nina        | Astro RIA   |
| 2017          | Dia Bidadariku (en malayo)               | Suri        | Astro RIA   |
|               | My Darling, Inspektor Daniel (en malayo) | ASP Maria   | Astro RIA   |
| 2018-2021     | Gerak Khas (en inglés)                   | ASP Jeslina | TV2, TV3    |
| 2018          | Mak Cun (Temporada 4) (en malayo)        | Olio        | TV3         |
|               | Dian (en malayo)                         | Eva Raisha  | NTV7        |
| 2021-presente | Gerak Khas Undercover (en malayo)        | Jeslina     | TV3         |

### Teatro
| Año  | Título                        | Teatro                                   |
| ---- | ----------------------------- | ---------------------------------------- |
| 1999 | Selendang Umi                 | Istana Budaya, Kuala Lumpur              |
| 2010 | Muzikal Tun Mahathir          | Istana Budaya, Kuala Lumpur              |
| 2011 | Badai Semalam                 | Istana Budaya, Kuala Lumpur              |
| 2012 | I Am...                       | Esplanada -Teatros en la Bahía, Singapur |
| 2013 | Bahayanya Wanita              | Istana Budaya, Kuala Lumpur              |
| 2014 | Konsert Teaterikal Suara Kita | Istana Budaya, Kuala Lumpur              |
| 2014 | Takhta 3 Ratu                 | Istana Budaya, Kuala Lumpur              |
| 2016 | Mencari Sumaiyah              | Istana Budaya, Kuala Lumpur              |

## Discografía
| Año  | Álbum                        | Sencillos                                                                                                 | Discográfica        | Notas |
| ---- | ---------------------------- | --- | ------------------- | --- |
| 1994 | Erra Fazira - The Mini Album | - Cinta Abadi - Eternal Love - Free Yourself                                                              | Polygram Records    | - Nominada - AIM Mejor Nueva Artista Femenina |
| 1995 | Aku Dan Dia                  | - The Most Beautiful Is Only Temporary - Aku Dan Día - Cemburu                                            | Polygram Records    | |
| 1996 | 2.5 Sayang                   | - Meeting - Gemilang - Terpaksaku Melangkah - Stail Lama Bikin Baru                                       | Polygram Records    | |
| 1999 | Kini                         | - Jendela Hati - Teman Bicara - Pasrah - Berteman Sepi                                                    | Sony Music          | - Jendela Hati finaliza en el puesto #14 en Anugerah Juara Lagu en la categoría pop-rock - Finalista N°15 en Anugerah Juara Lagu para la categoría Balada, con la canción Pasrah - Nominado Mejor Portada de Álbum AIM 2000 |
| 2002 | Sampai Bertemu               | - Nada Kasih (dío con Rio Rebrian) - Sampai Bertemu - Lepaskanku - Ucapkanlah (dúo con Yusry Abdul Halim) | Sony Music          | - Nominada en 2° puesto en Colaboración de dúo favorito con Yusry Abdul Halim, con la canción Ucapkanlah |
| 2004 | Kini Kembali                 | - Hanya Dimata - Jika Kau Tiada (dúo con Yusry Abdul Halim) - Tak Tentu Arah - Ingin Tahu                 | Sony Music          | - Hanya Dimata queda como finalista N°19 de Anugerah Juara Lagu, en la categoría pop-rock |
| 2006 | Ya Atau Tidak?               | - Ya Atau Tidak? - Harapan Hanya Impian - Wang Kita Galey                                                 | Sony Music          | - "Wang Kita Galey", es la primera canción de Erra, en dialecto Bengkulu |
| Año  | Álbumes recopilatorios       | Sencillos                                                                                                 | Estudio             | Notas |
| 1999 | Warna Warni Aidilfitri       | - Mulia - Warna Warni Aidilfitri (with Amy Mastura, Shima, Hattan, Ameng and Nash.                        | Sony Music          | |
| 2001 | Koleksi Istimewa Buatmu      | - Sandarkan - Terserah Padamu                                                                             | Sony Music          | - Erra dirige su propio show MTV |
| 2007 | Keunggulan Erra Fazira       | | Sony Music          | |
| 2007 | Manis Manis Lebaran          | - Gema Lebaran                                                                                            | Suria Records (SRC) | |

### Conciertos & Tour
- "Konsert Bersama Erra Fazira", DBKL Hall, Kuala Lumpur (1999)
- "Concierto en vivo con Erra Fazira" en Perth, Australia (2005)
- "Gempak Selebriti Astro Tour" (2008)